# اندره شووالوف
اندره شووالوف (انگلیسی: Andrey Shuvalov؛ زادهٔ ۸ ژانویهٔ ۱۹۶۵) ورزشکار شمشیربازی اهل اتحاد جماهیر شوروی سوسیالیستی است.
وی در مسابقات کشوری و بین‌المللی در مجموع برندهٔ ۳ مدال برنز شده‌است.